# Jérémy Faug-Porret
Jérémy Faug-Porret (Chambéry, 4 febbraio 1987) è un ex calciatore francese, di ruolo difensore.

## Carriera
Il 12 febbraio 2016 firma un contratto di 6 mesi con il Servette con un'opzione per una stagione supplementare in caso di promozione in Challenge League. Fa il suo debutto con la squadra ginevrina in occasione della partita casalinga contro il Bretenrain (vinta poi per 2-1).

## Palmarès

### Club

#### Competizioni nazionali
- Promotion League: 1

Servette: 2015-2016